# Bale
Bale (italijansko Valle) so Istrsko naselje na Hrvaškem z okoli 1000 prebivalci, sedež istoimenske občine, ki upravno spada pod Istrsko županijo.
Naselje Bale leži na manjšem griču, ki se dviga iz kraške obalne ravnice ob cesti Rovinj - Pulj. Od Rovinja so oddaljene 13, od Pulja pa 20 km.

## Zgodovina
Današnje naselje se je razvilo na mestu prazgodovinskega naselja in kasnejše rimske naselbine. Sredjeveško naselje z latinskim imenom Castrum Vallis je bilo najprej v posesti oglejskih patriarhov, leta 1332  pa so oblast prevzeli Benečani, ki so vladali vse do propada republike leta 1797. 
Po propadu Benetk so Bale za kratek čas spadale pod Napoleonovo Francijo in so bile sprva del Napoleonovega Italijanskega kraljestva, od leta 1809 pa Ilirskih provinc.
Po Napoleonovem porazu v Rusiji in dokončno pri Waterloo-ju je Istra po določbah Dunajskega kongresa ostala pod avstrijsko nadoblastjo. Bale so odtlej spadale pod Avstrijsko primorje, deželo Istro. Z razpadom Avstro-ogrske monarhije ob koncu prve svetovne vojne leta 1918 in po podpisu mirovne pogodbe v Rapallu novembra 1920 je bila celotna Istra priključena kraljevini Italiji, vse do njene kapitulacije leta 1934. Do konca druge svetovne vojne je bila del okupacijske operativne cone Jadransko primorje (Adriatisches Küstenland) Wermachta, vojaških enot Tretjega rajha, zatem pa Hrvaške, v okviru SFR Jugoslavije.
Z osamosvojitvijo Hrvaške leta 1991 so Bale tudi uradno postale hrvaško naselje.
V zalivu Colone v neposredni bližini Bal je leta 1992 italijanski potapljač Dario Boscarolli iz Tržiča v morju odkril ostanke več vrst dinozavrov, nekaterih še dotedaj nepoznanih.

## Arhitektura
Sedanje naselje je ohranilo zgodnjesrednjeveško urbano osnovo z ostanki obrambnega sistema (obzidje s stolpi).
V kraju je najpomembnejši zgodovinski objekt t. i. »Kaštel« (uradno palača Soardo-Bembo), ki je sprva pripadal rodbini Soardo, od 1618 dalje pa rodbini Bembo. Kaštel je bil prvotno zgrajen iz dveh štirikotnih stolpov, povezanih z visečim mostom. V 15. stol. so stolpa povezali z gotsko-renesančno stavbo v poenoteno celoto. V stavbi so danes prostori lokalne skupnosti italijanov.
Iz srednjega veka so ohranjeni še mestna loggia, skladišča za žito in »pretorska palača«, kasneje preurejena v šolo. V župnijski cerkvi Marijinega obiskanja, zgrajeni 1880, na temeljih starejše cerkvice, se je ohranil kamniti sarkofag iz 9. stoletja.

## Demografija
| Pregled števila prebivalcev po letih | Pregled števila prebivalcev po letih | Pregled števila prebivalcev po letih | Pregled števila prebivalcev po letih | Pregled števila prebivalcev po letih | Pregled števila prebivalcev po letih | Pregled števila prebivalcev po letih | Pregled števila prebivalcev po letih | Pregled števila prebivalcev po letih | Pregled števila prebivalcev po letih | Pregled števila prebivalcev po letih | Pregled števila prebivalcev po letih | Pregled števila prebivalcev po letih | Pregled števila prebivalcev po letih | Pregled števila prebivalcev po letih |
| ------------------------------------ | ------------------------------------ | ------------------------------------ | ------------------------------------ | ------------------------------------ | ------------------------------------ | ------------------------------------ | ------------------------------------ | ------------------------------------ | ------------------------------------ | ------------------------------------ | ------------------------------------ | ------------------------------------ | ------------------------------------ | ------------------------------------ |
| 1857                                 | 1869                                 | 1880                                 | 1890                                 | 1900                                 | 1910                                 | 1921                                 | 1931                                 | 1948                                 | 1953                                 | 1961                                 | 1971                                 | 1981                                 | 1991                                 | 2001                                 |
| 1700                                 | 1729                                 | 1547                                 | 1704                                 | 1784                                 | 2215                                 | 2088                                 | 2120                                 | 1496                                 | 1012                                 | 797                                  | 792                                  | 787                                  | 885                                  | 886                                  |

## Etnična sestava prebivalcev
Etnična sestava 1991:
- Hrvati: 363 (41,01 %)
- Italijani: 324 (36,61 %)
- Jugoslovani: 22 (2,48 %)
- Muslimani: 21 (2,37 %)
- Srbi: 9 (1,01 %)
- Slovenci: 7 (0,79 %)
- Makedonci: 6 (0,67 %)
- Madžari: 4 (0,45 %)
- Albanci: 1 (0,11 %)
- Črnogorci: 1 (0,11 %)
- Ukrajinci: 1  (0,11 %)
- Neznano: 6 (0,67 %)
- Neopredeljeni: 20 (2,25 %)
- Regionalno opredeljeni: 98 (11,07 %)

## Znane osebnosti
- Blaženi Julijan iz Bal, redovnik, frančiškan, duhovnik (+ 1349)